# Rock gaúcho

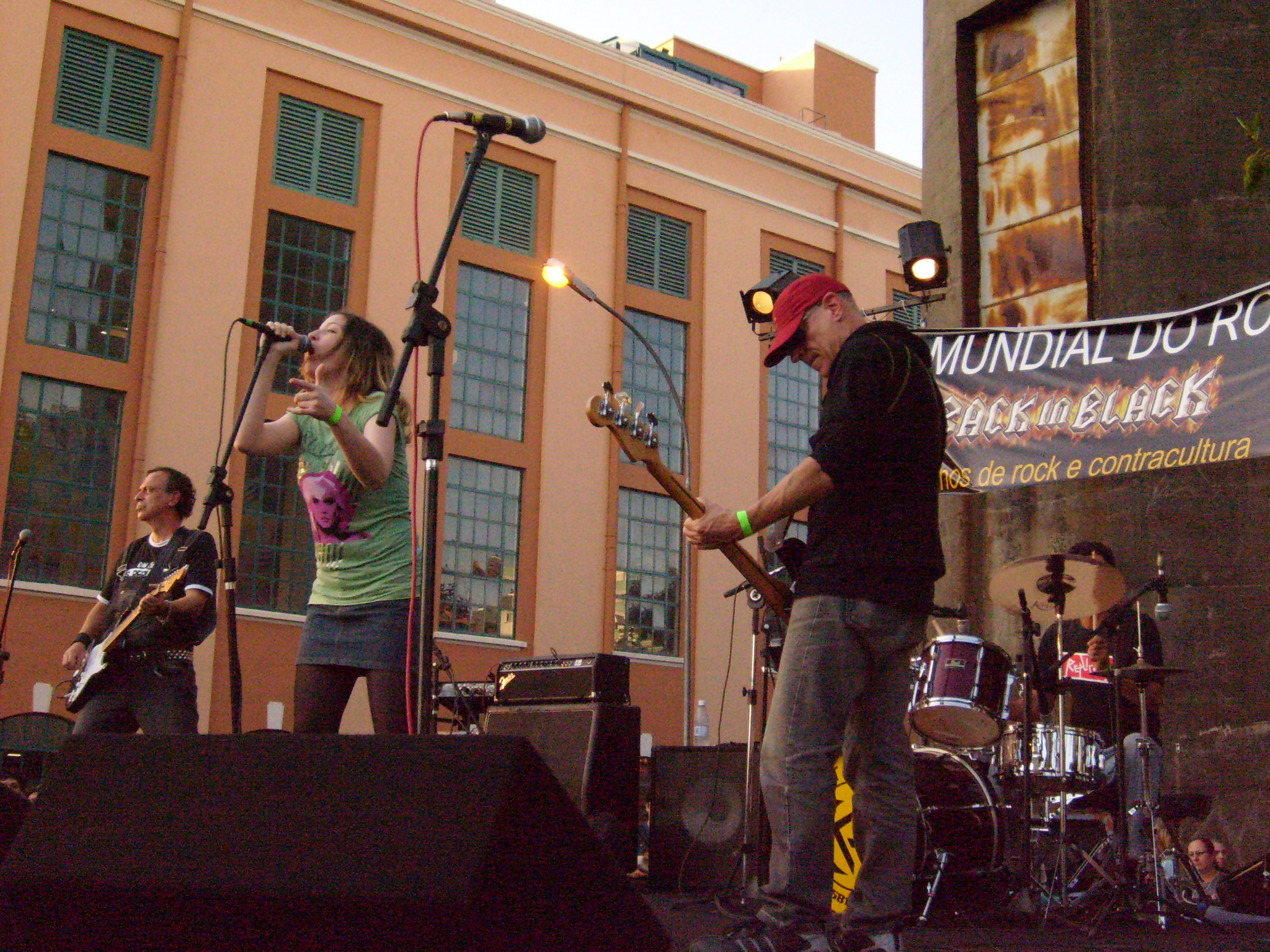
Apresentação do os Replicantes, uma das mais conhecidas bandas do rock gaúcho.

Rock gaúcho é um termo utilizado, primeiramente, para referenciar grupos de rock surgidos no estado brasileiro do Rio Grande do Sul.
Após o começo dos anos 2000 passou também a designar, de forma muitas vezes controversa, um estilo de rock.

## Origens
Até a década de 1950 o Rio Grande do Sul contava com um circuito de bailes e reuniões dançantes formados por clubes sociais e desportivos, grêmios estudantis, centros acadêmicos, salões paroquiais, entre outros,  consolidado em face do trabalho desenvolvido por orquestras e, principalmente, conjuntos melódicos. Com o surgimento do rock and roll no final dos anos 1950 nos EUA e, especialmente, dos Beatles e da Invasão Britânica ao longo dos anos 1960, a cena musical de Porto Alegre, e no Rio Grande do Sul em geral, sofreu um grande impacto. A exemplo do que estava acontecendo nacionalmente, começaram a surgir no estado inúmeros, como eram denominados, conjuntos musicais jovens, tal como a Banda Apache, grupo instrumental formado em 1962 que é considerada a primeira banda de formação roqueira do Rio Grande do Sul.
Tais conjuntos em sua maioria eram formados por jovens com aproximadamente 18 anos e executavam versões cover dos The Shadows, The Ventures e, posteriormente, The Beatles, The Rolling Stones, The Kinks, Herman's Hermits (que chegou a se apresentar em Porto Alegre em 1967), assim como de outras bandas inglesas e americanas e sucessos do pop internacional. Com o advento da Jovem Guarda diversas dessas bandas passaram a incluir no seu repertório composições nacionais e alguns casos, paralelamente, começaram a criar canções próprias. Foi assim que surgiram bandas como Os Brasas, Alphagroup, o Conjunto Caravelle (que permanece ativo após 50 anos de carreira), As Brazas (da qual participava a cantora nativista Berenice Azambuja), entre outras.
Mais para o final da década de 1960, com o surgimento da psicodelia e do tropicalismo, algumas bandas locais também seguiram esta trilha. Entre estas se destacou o Liverpool, que depois nos anos 1970 se converteria no Bixo da Seda. O grupo, que viajou pelo Brasil com o seu trabalho autoral e que foi temporariamente grupo de apoio das As Frenéticas, não alcançou grande projeção nacional, mas foi a responsável pelo termo rock gaúcho ter se espalhado no país.
Enquanto isso, no Rio Grande do Sul, o rock gaúcho nos anos 70 teve um espaço e divulgação bem limitados, visto que a maioria das bandas e artistas não encontravam espaço para mostrar um trabalho autoral, já que tocavam especialmente em bailes realizados em clubes sociais e nestes locais a sua atuação era fundamentalmente baseada em covers e sucessos pop.

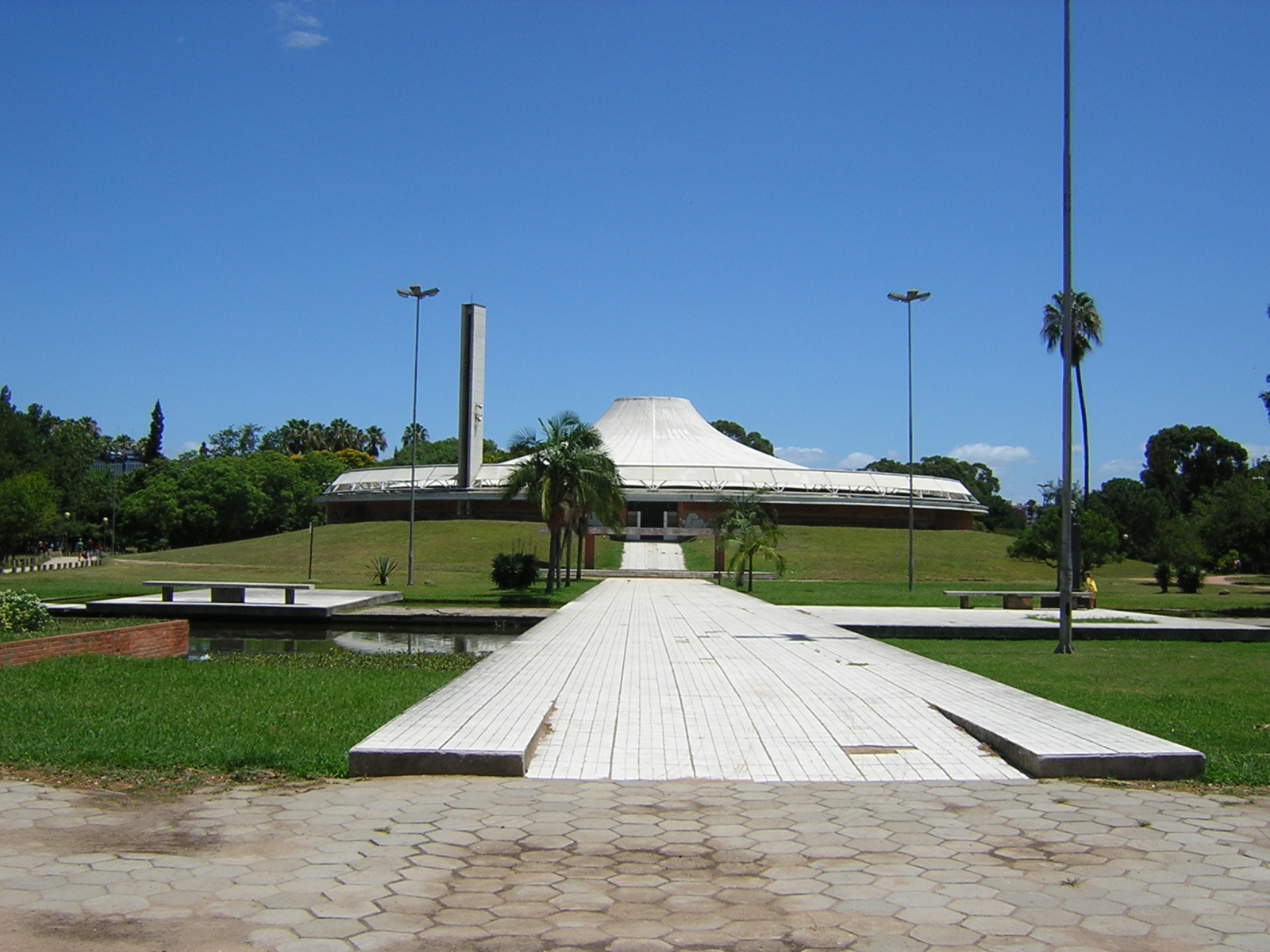
Auditório Araújo Vianna

Em Porto Alegre as bandas enfrentavam os mesmos problemas mas havia alternativas. Era possível fazer shows em teatros, como o Clube de Cultura e o Teatro de Arena, assim como no auditório Araújo Vianna, geralmente em apresentações coletivas ou em festivais. O Teatro Leopoldina (que depois virou o Teatro da Ospa) também era uma opção, mas pouco utilizada, diante do grande tamanho da sala e do preço de locação. Os auditórios de colégios, tais como o do Anchieta, o do Julinho e o do Rosário, dentre alguns outros, também abrigavam shows e realizavam festivais de rock, assim como centros acadêmicos de universidades como o CEUE (Engenharia) e o DAFA (Arquitetura), ambos da UFRGS. Alguns clubes, como o Grêmio Náutico União e o da Brigada Militar, as vezes cediam os seus ginásios para eventos deste tipo. Como os espaços disponíveis para shows do gênero não eram muito frequentes se criou na época uma cultura que persiste até os dias atuais, que é a de bandas menores locais abrirem para grupos maiores (mesmo que estes sejam de fora), o que ajudava no fortalecimento da cena local.
Desse período se destacam, além da supra-citada Bixo da Seda, bandas como Saudade Instantânea, Succo, Bizarro, Bobo da Corte, Khaos, Rola Blues, Trovão, Barra do Porto, Zacarias, Caixa de Espelhos, Auge Perplexo, Funeral, Laranja Mecânica, Alma de Borracha, Prisma, Brick, Rio Grande, Swing, Roberto Marcon, Élbia Solange, Crepúsculo, Demian, Lobos da Rua, Kachimbus, Trilha do Sol, Grupo Latino, Tector II, a Banda do Tarta, Alma e Sangue, Sexto Sentido, Dzahgury, O Beco, A Nata, Holandês Voador, Bosque das Bruxas e Chapéu de Cobra além de bandas do interior do estado como Kariman (de Santa Maria), Barra do Porto  e Farinha do Bruxo (ambas de Rio Grande), Flor de Cáctus (de São Leopoldo) e Labaredas (de Pelotas).

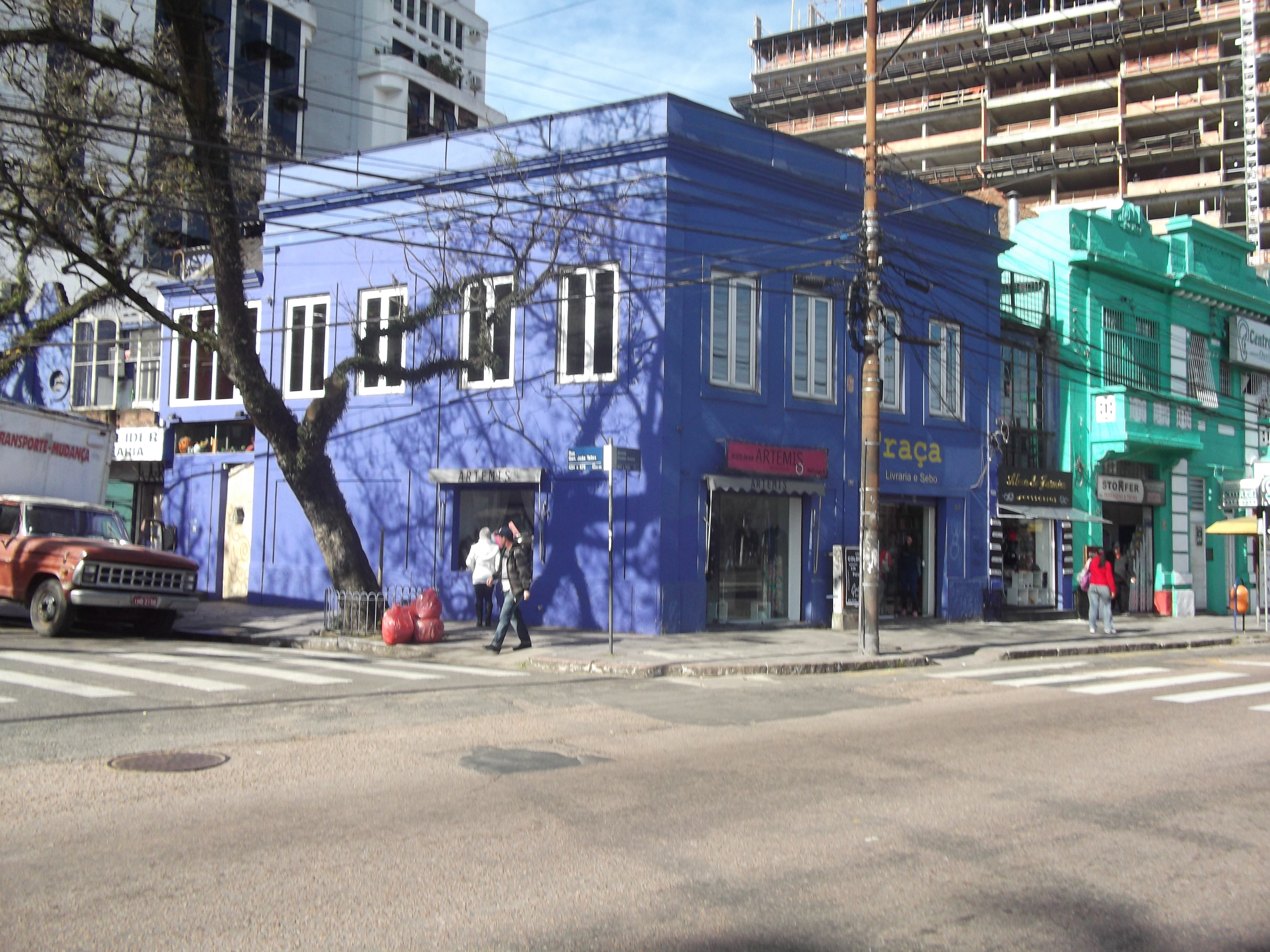
O Bar Ocidente em Porto Alegre, um espaço importante para o rock gaúcho a partir dos anos 80.

No início dos anos 1980 o rock no Brasil, começa a se popularizar com bandas como a carioca BLITZ, o que abriu espaço para o gênero se desenvolver no Rio Grande do Sul. Artistas como Alemão Ronaldo, Fughetti Luz (ambos do Bixo da Seda), Joe Euthanásia e Júlio Reny fazem a transição do rock dos anos 70 para os 80, criando bandas como Taranatiriça, Bandaliera, Guerrilheiro Anti-nuclear, Expresso do Oriente, entre outras, assim como os veteranos do Grupo Impacto, que emplacaram alguns hits na Atlântida FM (antiga FM Gaúcha Zero Hora, que passou a ser uma rádio direcionada ao público jovem). Também tiveram papel fundamental músicos geralmente associados com a Música Popular Gaúcha como Nei Lisboa, Léo Ferlauto e Bebeto Alves. Foi nesse período que a então rádio Difusora FM, que tocava bastante MPB alternativa, MPG e um pouco de rock, foi convertida na Ipanema FM, que passou a ter uma programação mais voltada para o rock, abrindo espaço para os artistas locais mostrarem o seu trabalho e, por sua vez, servindo de inspiração para a nova geração.
Em 1980 começou a funcionar um dos principais espaços do rock alternativo em Porto Alegre, o Bar Ocidente, e foi também um canal para a introdução de novas tendências internacionais. Ele atraiu a maior parte do público intelectual e universitário, da boemia e de grupos contestadores que eram marginalizados e haviam perdido seus pontos de encontro favoritos com a decadência da Esquina Maldita. Segundo Nei Lisboa, "em 1980 o Ocidente enriqueceu a diversidade do Bom Fim. O bairro poderia ter parado nas tribos setentistas naquela época, mas o Ocidente trouxe muito dos anos 80: Madonna, The Cure, Smiths. Com um astral mutante, cheio de novidade. Isso que sustentou o Bom Fim naquela década".

## Expansão nacional

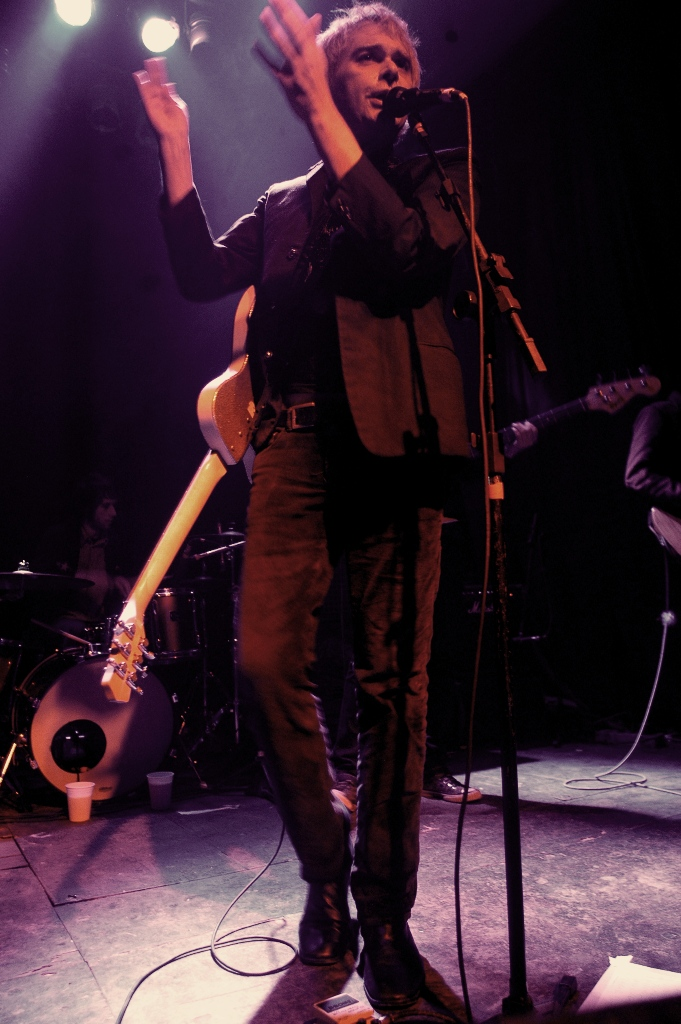
Flávio Basso/Júpiter Maçã.

Entre 1984 e 1985 se deu a chamada explosão do rock gaúcho. Com o advento da Ipanema FM como a rádio rock de Porto Alegre o gênero encontrou espaço para crescer e foram formadas novas bandas, como Taranatiriça, Garotos da Rua, Os Replicantes e Astaroth. Essas bandas fariam parte da coletânea Rock Garagem, de 1984, produzida pela rádio e que serviu de cartão entrada para a nova geração, e encontraram espaço para apresentarem trabalhos autorais em bares e danceterias que foram surgindo na capital gaúcha voltados especificamente ao público jovem, como Taj Mahal, Bar Ocidente, Porto de Elis, Opinião, Rocket 88, dentre outros.
O dia 11 de setembro de 1985 é considerado um dia histórico para o rock gaúcho. Pela primeira vez, com o festival Rock Unificado, bandas da cena local foram atração principal no ginásio Gigantinho, até então palco de estrelas nacionais e internacionais. Apresentaram-se na ocasião 10 bandas: Garotos da Rua, Taranatiriça, Júlio Reny e KM 0, Engenheiros do Hawaii, TNT, Os Replicantes, Astaroth, Prise, Banda de Banda e Os Eles. O show coletivo foi recorde de público pagante para a cena roqueira do estado até então, sendo que entre as mais de 10 mil pessoas presentes no ginásio estava Tadeu Valerio, olheiro da gravadora RCA que buscava bandas para gravar uma coletânea que serviria de cartão de visitas para o rock feito no estado. O resultado foi a coletânea Rock Grande do Sul, que contava com 4 grupos que participaram do festival (Engenheiros do Hawaii, Garotos da Rua, Os Replicantes e TNT) além da banda DeFalla. Com a boa repercussão do disco, estas bandas foram convidadas a gravar seus discos pela gravadora, tornando-se as principais representantes do rock gaúcho da década de 1980 em termos de sucesso comercial e repercussão nacional.

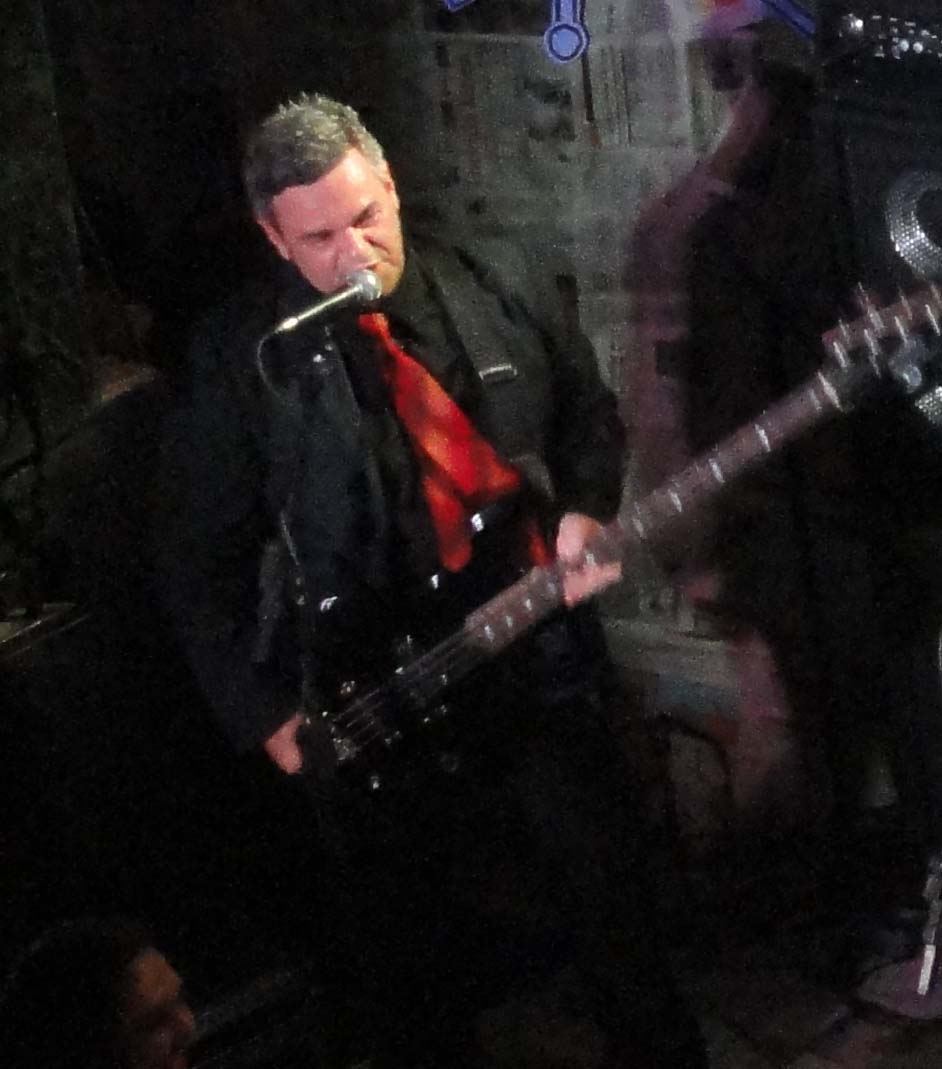
Frank Jorge.

Em 1986 Flávio Basso e Nei Van Sória saem do TNT e montam com Frank Jorge e Alexandre Barea o grupo Os Cascavalletes. A banda não alcançou o mesmo sucesso de Garotos da Rua e Engenheiros do Hawaii fora do Rio Grande do Sul, mas se solidificou como uma das mais populares nas rádios e no circuitos de show do estado. Entra Nessa, uma das faixas gravadas na coletânea Rock Grande do Sul, é um clássico do rock gaúcho.
Em 1987, em uma votação elaborada por críticos da revista Bizz (maior publicação em termos de música popular da época), a banda DeFalla conquistou o prêmio de melhor LP nacional (com o disco Papaparty) e melhor grupo do ano. A baterista Biba Meira ficou em segundo lugar na votação de melhor instrumentista e Edu K em terceiro lugar como melhor vocalista do ano.
Em 1988, estreou em disco (da BMG, pelo selo Plug) a banda Nenhum de Nós, que, juntamente com os Engenheiros do Hawaii, é uma das bandas de maior sucesso comercial dentre aquelas surgidas na cena gaúcha dos anos 1980. Em 1989, o grupo lança Astronauta de Mármore, versão da música Starman de David Bowie, que foi a música nacional mais tocada naquele ano e o álbum Cardume vendeu mais de 210.000 cópias, sendo certificado Disco de ouro. .
Em 1990 o Engenheiros do Hawaii lança O Papa É Pop, que é considerado o álbum mais vendido da banda, com mais de 400 mil cópias nos primeiros anos. Com ele, os Engenheiros do Hawaii foram considerados a maior banda de rock do Brasil de 1990 em votação promovida pela revista Bizz, em reportagem da mesma revista meses depois, e pela revista Veja.

## Retração e independência

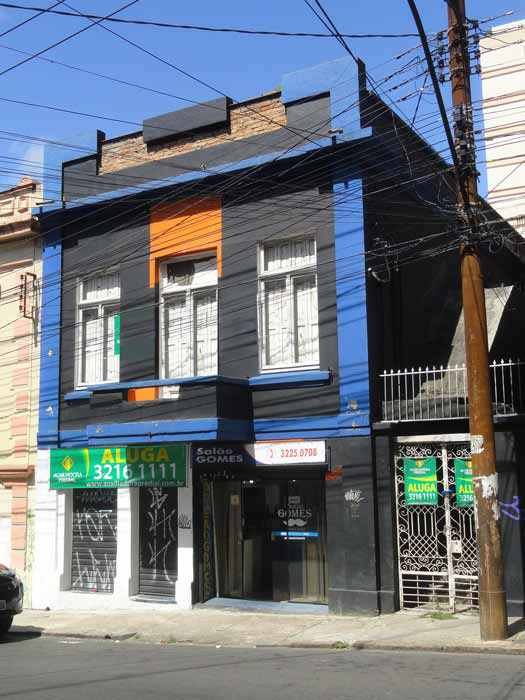
Prédio onde antigamente funcionou a Garagem Hermética.

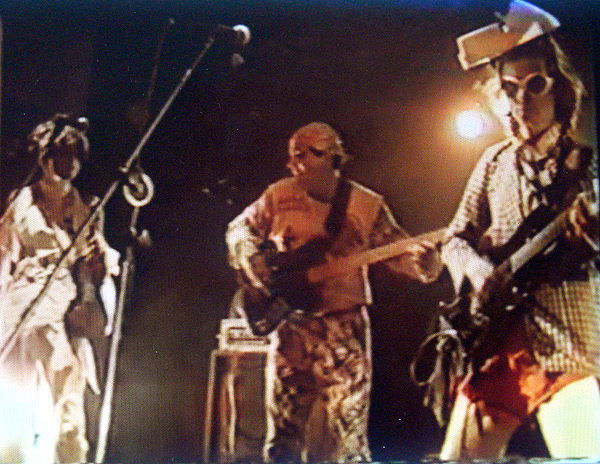
Show da Aristóteles de Ananias Jr no bar Porto de Elis.

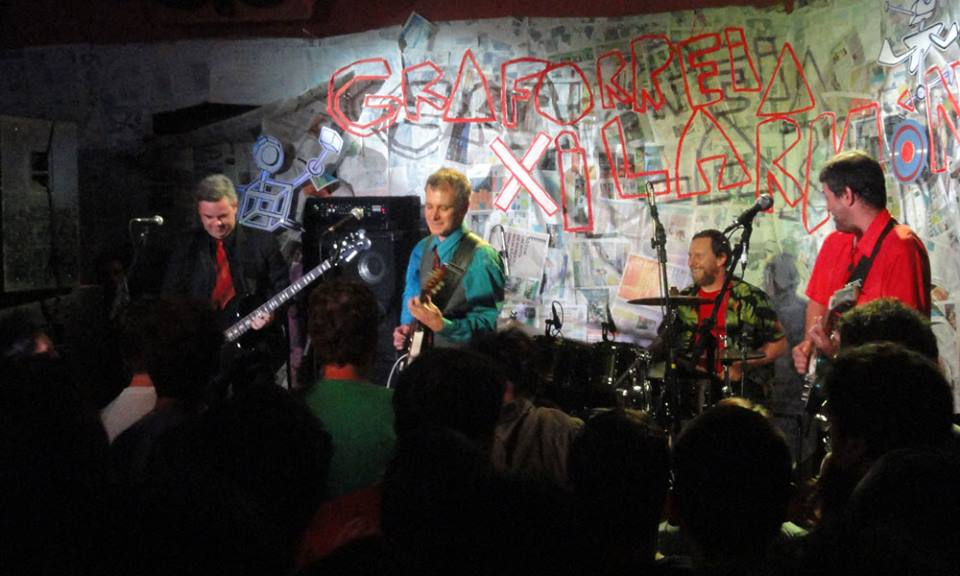
Graforréia Xilarmônica no bar Ocidente.

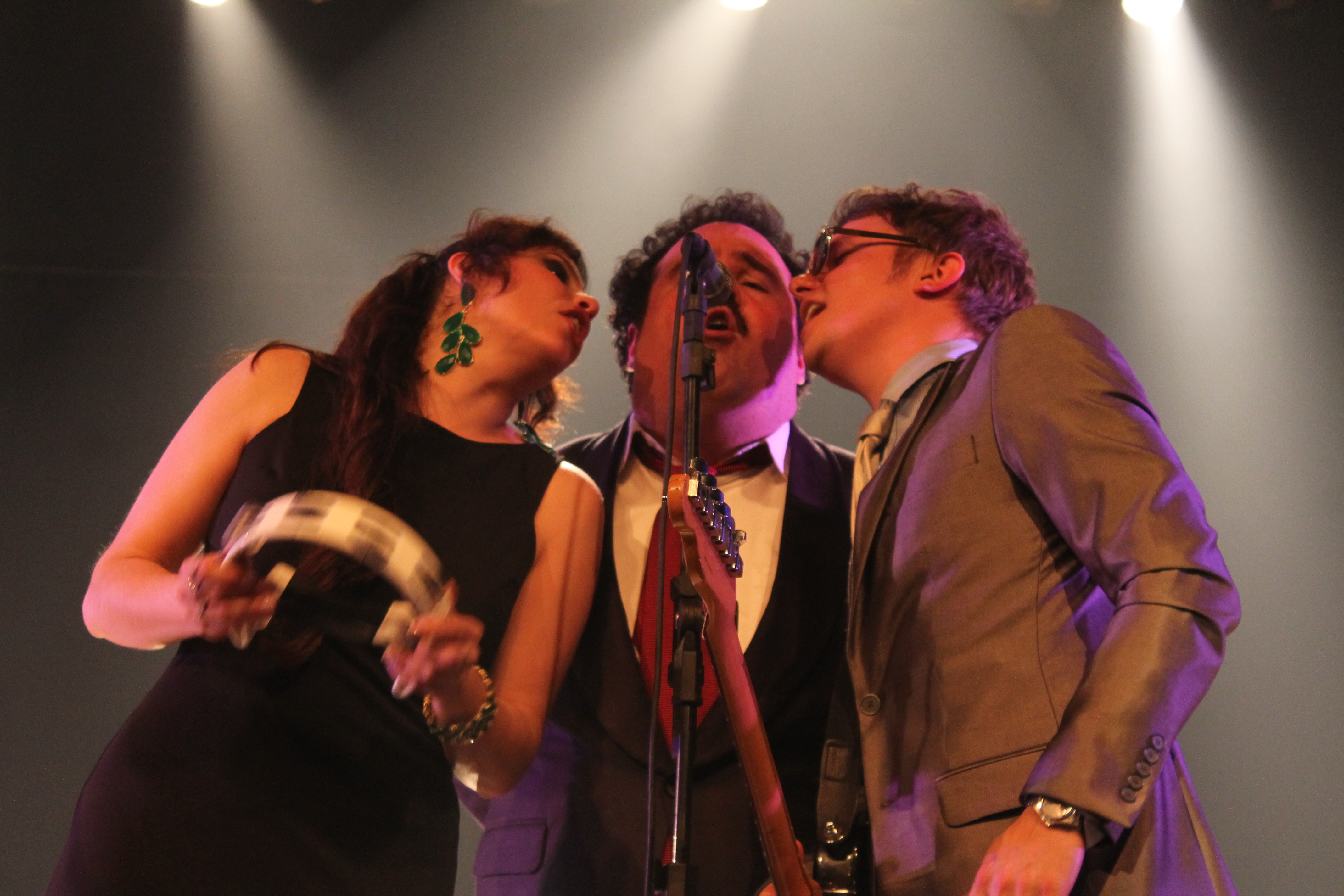
Bidê ou Balde.

No começo da década de 1990 se observou no Rio Grande do Sul o mesmo efeito observado nacionalmente: com o crescimento da música sertaneja nas rádios, assim como o envelhecimento das bandas dos anos 1980, o rock deixa de ser destaque. A rádio Ipanema FM continuou sendo o principal divulgador do gênero na grande Porto Alegre, mas começa a se tornar mais pop. Lugares para shows tornam-se mais ecléticos e o espaço para as bandas pequenas diminuiu. Nesse período adquire importância, a partir de 1992, o bar Garagem Hermética.
Fundado por Leo Felipe e Ricardo Kudla, o Garagem Hermética se tornou famoso por promover festas focadas no mundo do rock alternativo e do underground, onde passaram centenas de bandas. Apresentava decoração temática, com capas de revistas e posters dispostos pelas paredes. Sempre com shows de rock o Garagem Hermética ainda mantinha diversos projetos de cunho social. Foi fechado em 2013 após 21 anos de existência. A casa foi o primeiro palco de muitas bandas que se tornaram conhecidas no cenário local e, algumas, com projeção nacional. Também merece nota o Estúdio Dreher, fundado em 1995, que gravou grande parte da discografia de músicos e grupos célebres como Júpiter Maçã, Frank Jorge, Graforréia Xilarmônica, Ultramen, Wander Wildner e Cachorro Grande, entre outros.
As principais obras do período caracterizam-se por terem sido lançados de forma independente ou por pequenos selos. Em 1992 o grupo DeFalla lança Kingzobullshitbackinfulleffect92 pelo selo Cogumelo Records. O sucesso de crítica do álbum levou a banda para o festival Hollywood Rock de 1993, mesmo com a banda estando ligada a uma gravadora independente. Ainda em 1993 a banda Aristóteles de Ananias Jr., fundada por Marcelo Birck, lançou sua fita demo, seguida em 1996 pelo seu único CD, obras que marcaram a cena sulina pela sua proposta irreverente e iconoclasta, que incorporava elementos da música erudita e regionalismos, influenciando outros grupos. Frank Jorge saiu d'Os Cascavelletes em 1987 para montar com Marcelo Birck a banda Graforréia Xilarmônica e em 1995 gravam Coisa De Louco II pela Banguela Records. Em 1996 Júpiter Maçã, que participou dos grupos TNT e Os Cascaveletes, lança em carreira solo o disco A Sétima Efervescência pela gravadora independente Antídoto. Mesmo caminho foi seguido por Wander Wildner, que sai dos Os Replicantes e se lança solo com o álbum Baladas Sangrentas pelo selo Tinitus. Em 1996, a Tequila Baby lança seu álbum homônimo de estréia, bastante inspirado nos três primeiros álbuns dos Ramones, é um álbum simples e com letras irreverentes, como a de Sexo, Algemas e Cinta-Liga. O lançamento desse disco é seguido de uma grande turnê pelo interior do Rio Grande do Sul, provocando uma renovação nos conceitos do rock local[carece de fontes], que se encontrava bastante estagnado. Também em 1996 a Acústicos & Valvulados lançou seu primeiro disco, God Bless Your Ass, de forma independente, o que viria a se repetir em toda a sua discografia. Em 1998 a banda Ultramen lança seu primeiro álbum (Ultramen) pelo selo Rocklt! (do ex-guitarrista da Legião Urbana, Dado Villa-Lobos). Júlio Reny se junta com Márcio Petracco (ex-TNT) e Frank Jorge e em 1998 lança o primeiro álbum dos Cowboys Espirituais pela gravadora Trama. Em 2000 Frank Jorge também se lança solo com o álbum Carteira Nacional de Apaixonado, novamente de forma independente selo Barulhinho.
Na virada dos anos 2000 se observou uma crescente ebulição do gênero, com a consolidação de diversas bandas e artistas surgidos nas décadas anteriores. O rock volta a ter um espaço maior de divulgação, com a ampliação do espaço em FM: além da Ipanema FM e da Atlântida FM surgem as rádios Pop Rock FM e a Unisinos FM. Desse período pelo menos duas bandas podem ser destacadas como tendo alcançado grande evidência no cenário nacional: Cachorro Grande e Fresno. Merecem destaque ainda a Walverdes,  uma das mais representativas bandas da cena independente brasileira, Bidê ou Balde, Video Hits e Superguidis, que em 2010 foi considerada uma das maiores expoentes da cena roqueira do Rio Grande do Sul.
Em dia 18 de maio de 2015 o rock gaúcho teve um revés com o encerramento das atividades da Ipanema FM depois de 32 anos de transmissões no dial e que passou a ser uma rádio web.

## Estilo
Durante os primeiros anos do século XXI surgiram diversas bandas das mais variadas regiões do Brasil que diziam sofrer  influência do rock gaúcho em seus respectivos trabalhos. Apesar de não haver uma unidade estética que una o rock produzido no Rio Grande do Sul, e dos grupos de maior sucesso do estado como Engenheiros do Hawaii e Nenhum de Nós não serem representantes do "estilo", percebe-se em várias bandas uma produção que se diferencia do rock produzido no Brasil em geral.
Seriam características do estilo: forte inspiração no rock mod dos anos 1960, no rock psicodélico e no rockabilly, bem como na Jovem Guarda e no Tropicalismo, ocasionalmente misturado com brega, elementos da música regional gaúcha e da música nativista, ou fazendo uso do humor.  E constituiria o núcleo deste conceito de “rock gaúcho” grupos tais como o TNT, Os Cascavelletes, Os Replicantes, Graforréia Xilarmônica, Aristóteles de Ananias Jr. e os trabalhos solo de ex-componentes destas formações (caso de Charles Master, Júpiter Maçã, Frank Jorge, Wander Wildner, Marcelo Birck, dentre outros).
Como exemplo de bandas que não são do Rio Grande do Sul e que são apresentadas como tendo influência do rock gaúcho podem ser listadas as bandas Repolho (Santa Catarina), Escambau (Paraná), Boogarins (Goiás), The Baggios (Sergipe), Sapatos Bicolores (Brasília), Volver (Pernambuco), Nervoso (Rio de Janeiro), The Feitos (Rio de Janeiro), Los Canos (Bahia) e Mopho (Alagoas).

## Melhores discos
Em 2007, para a sua edição de número 83, a revista Aplauso consultou 50 personalidades (entre músicos, críticos, jornalistas e produtores) com o objetivo de produzir uma lista dos 10 melhores discos do rock gaúcho, resultando na seguinte seleção:
1. A Sétima Efervescência – Júpiter Maçã (1997)
2. Por favor, sucesso – Liverpool (1969)
3. Papaparty – DeFalla (1987)
4. O Futuro É Vortex – Os Replicantes (1986)
5. TNT – TNT (1987)
6. Bixo da Seda – Bixo da Seda (1976)
7. It's Fuckin' Borin' to Death – DeFalla (1988)
8. Coisa de Louco II – Graforréia Xilarmônica (1995)
9. Vórtex Demo – Os Cascavelletes (1987)
10. Olelê – Ultramen (2000)

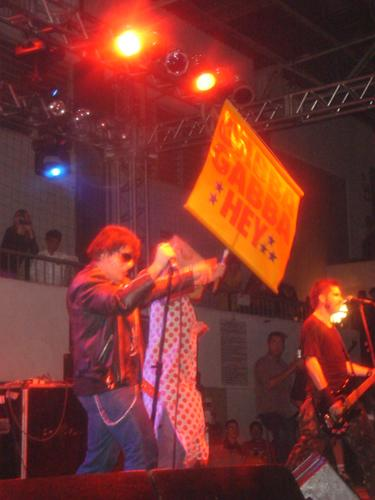
Tequila Baby em shows com Marky Ramone.

E, durante um mês, leitores da Aplauso e ouvintes da Ipanema FM enviaram seus votos para a redação da revista e para os apresentadores da emissora. O resultado, por número de votos, foi o seguinte:
1. Coisa de Louco II – Graforréia Xilarmônica (1995)
2. A Sétima Efervescência – Júpiter Maçã (1997)
3. O Futuro É Vortex – Os Replicantes (1986)
4. Os Cascavalletes - Os Cascavelletes (1988) / Olelê – Ultramen (2000)
5. TNT – TNT (1987)
6. Rock'a'ula - Os Cascavelletes (1989)
7. Longe Demais das Capitais – Engenheiros do Hawaii (1986)
8. Pra Viajar no Cosmos não Precisa Gasolina – Nei Lisboa (1983) / Papaparty – DeFalla (1987)
9. Bixo da Seda – Bixo da Seda (1976) / Baladas Sangrentas – Wander Wildner (1996)
10. Sangue, Ouro e Pólvora – Tequila Baby (1999) / Cachorro Grande – Cachorro Grande (2001) / O Incrível Caso da Música Que Encolheu e Outras Histórias – Ultramen (2002)

Receberam menção honrosa ainda os álbuns Longe Demais das Capitais – Engenheiros do Hawaii (1986), Último Verão – Júlio Reny (1983) e Kingzobullshitbackinfulleffect92 – DeFalla (1992). Das bandas dos anos 2000 foram citadas Cachorro Grande, Walverdes e Pata de Elefante. As coletâneas Rock Garagem, de 1984, e Rock Grande do Sul, de 1985, também receberam destaque.